# Дубовка (Красноармійський район)
Ду́бовка (рос. Дубовка, чув. Дубовка) — присілок у складі Красноармійського району Чувашії, Росія. Входить до складу Ісаковського сільського поселення.
Населення — 49 осіб (2010; 63 у 2002).
Національний склад:
- чуваші — 98 %